# Eriococcus variabilis
Eriococcus variabilis är en insektsart som beskrevs av Goux 1940. Eriococcus variabilis ingår i släktet Eriococcus och familjen filtsköldlöss.
Artens utbredningsområde är Frankrike. Inga underarter finns listade i Catalogue of Life.